# Operation Faustschlag
1914

Ostpreußische Operation (Stallupönen, Gumbinnen, Tannenberg, Masurische Seen) – Galizien (Kraśnik, Komarów, Gnila Lipa, Lemberg,
Rawa Ruska) – Przemyśl – Weichsel – Krakau – Łódź – Limanowa–Lapanow – Karpaten
1915

Humin – Masuren – Zwinin – Przasnysz – Gorlice-Tarnów – Bug-Offensive – Narew-Offensive – Großer Rückzug – Nowogeorgiewsk – Rowno – Swenziany-Offensive
1916

Naratsch-See – Brussilow-Offensive – Baranowitschi-Offensive
1917

Aa – Kerenski-Offensive (Zborów) – Tarnopol-Offensive – Riga – Unternehmen Albion
1918

Operation Faustschlag – Krim
Als Operation Faustschlag (auch: Unternehmen Faustschlag) wird eine Großoffensive der Mittelmächte im Ersten Weltkrieg bezeichnet, die mit Schwerpunkt im Südabschnitt der Ostfront am 18. Februar 1918 als Resultat der gescheiterten Friedensverhandlungen mit Sowjetrussland begann. Der Offensive konnten die Truppen Sowjetrusslands, die zu großen Teilen aus Überresten der Armee des Zarenreiches und bewaffneten Bauern bestanden, keinen nennenswerten Widerstand entgegensetzen und wurden rasch zurückgedrängt. Somit wurde ein Friedensvertrag (Friedensvertrag von Brest-Litowsk) mit den Mittelmächten für das noch junge revolutionäre Sowjetrussland zwingend.

## Hintergrund

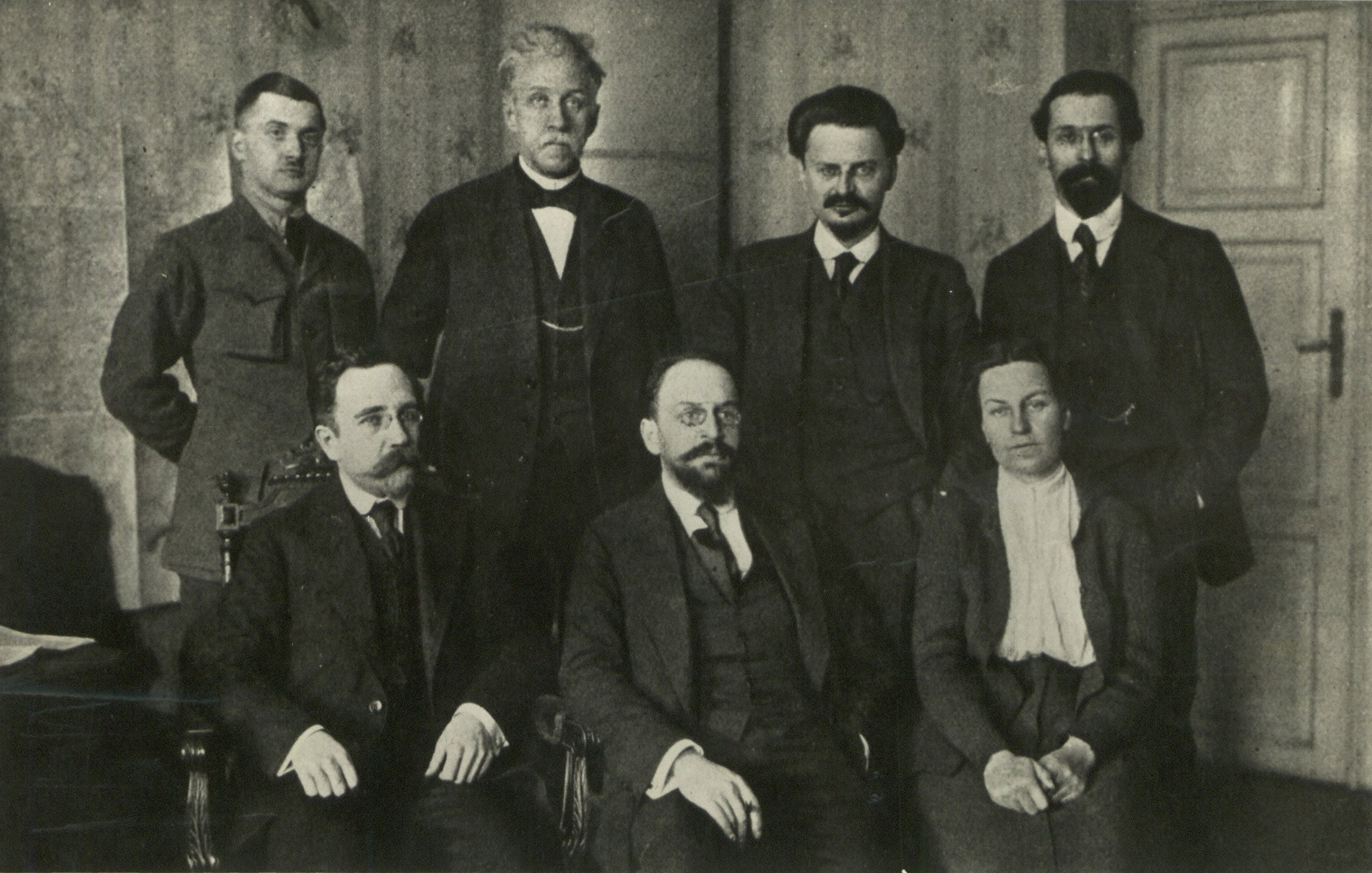
Die sowjetrussische Delegation in Brest-Litowsk, Januar 1918

Nach der Oktoberrevolution 1917 hatten die Bolschewiki als neue Führung Russlands im Dezember 1917 mit den Mittelmächten einen Waffenstillstand geschlossen und waren in Friedensverhandlungen in Brest-Litowsk eingetreten. Die Verhandlungen wurden von den Sowjet-Unterhändlern bewusst hinhaltend geführt, um Zeit zur Revolutionierung der westeuropäischen Massen zu gewinnen. Die Führung der Bolschewiki war bezüglich des weiteren Vorgehens gegenüber den Mittelmächten gespalten. Nur ein kleiner Teil der Partei sprach sich für einen Frieden um jeden Preis aus. Zu der kleinen Gruppe, die einen Diktatfrieden akzeptieren wollte, gehörte auch Lenin, der einen unverzüglichen Frieden im Falle eines deutschen Ultimatums forderte. Er hielt eine Atempause für unabdingbar, um zunächst die Macht der Bolschewiki im Landesinnern zu konsolidieren. Die russische Armee hatte zudem nach Aussage des Volkskommissars für Verteidigung Krylenko jegliche Kampfkraft verloren. Der größte Teil der Bolschewiki um Bucharin hielt es allerdings für unannehmbar, den „Imperialisten“ weitere Teile des ehemaligen Kaiserreiches abzutreten, und trat für eine Fortführung des Krieges unter revolutionären Vorzeichen ein, notfalls als Partisanenkampf. Der sowjetrussische Verhandlungsführer Trotzki sprach sich, um beide Seiten zu befriedigen, bei den Verhandlungen mit dem Deutschen Reich und Österreich-Ungarn dafür aus, dass die Kommunisten weder einen Frieden noch einen Krieg mit den Mittelmächten wollten. Nach dem Brotfrieden mit der Ukraine und einem deutschen Ultimatum zur Annahme der Friedensbedingungen verließ er die Verhandlungen am 10. Februar 1918 so mit einem Eklat.

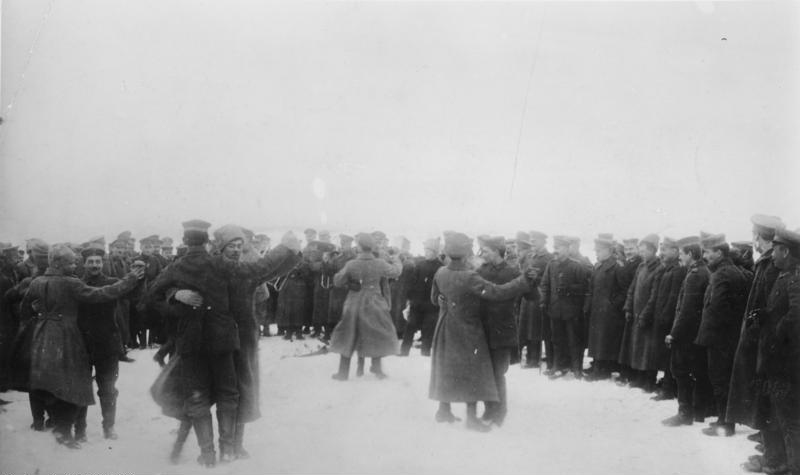
Fraternisierung während des Waffenstillstands an der Ostfront, 1918

In Deutschland war man sich zunächst uneins: Politiker wie der Staatssekretär im Außenamt Richard von Kühlmann rieten zur Geduld, weil die Bevölkerung eine Wiederaufnahme der Kampfhandlungen nicht verstehen würde; ranghohe Offiziere in der Obersten Heeresleitung (OHL) um Erich Ludendorff rieten Kaiser Wilhelm II. zu einer sofortigen energischen Reaktion und zur Beseitigung der bolschewistischen Herrschaft als Unruheherd. Am 13. Februar kam es bei einem Kronrat in Bad Homburg zum Aufeinandertreffen beider Ansichten. Wilhelm II. folgte dem Urteil seiner militärischen Berater. Die in Russland weilende Kommission um Wilhelm von Mirbach-Harff wurde zurückbeordert und die Sowjetregierung wurde von der Wiederaufnahme der Kampfhandlungen zum 18. Februar in Kenntnis gesetzt.

## Offensive
Wichtigstes Ziel der OHL war es, die Kornkammer Ukraine zu besetzen. Das Deutsche Kaiserreich hatte vor dem Ersten Weltkrieg Getreide importiert, vor allem aus Argentinien und Russland. Beide Lieferanten waren durch den Krieg weggebrochen, da die Royal Navy seit Kriegsbeginn die Nordsee blockierte. Deshalb herrschte seit 1916 im Deutschen Kaiserreich verbreitet Hunger und Mangel an vielen Rohstoffen und Produkten.
Die Operation Faustschlag band fast eine Million Soldaten, die in weniger als zwei Wochen in einem großen Bogen – vom Baltikum über Weißrussland bis in die östlichen Ukraine – vorstießen. Die kampfkräftigsten der an der Ostfront stehenden deutschen Verbände waren allerdings zuvor bereits für die Frühjahrsoffensive 1918 an die Westfront abgezogen worden.

### Verlauf

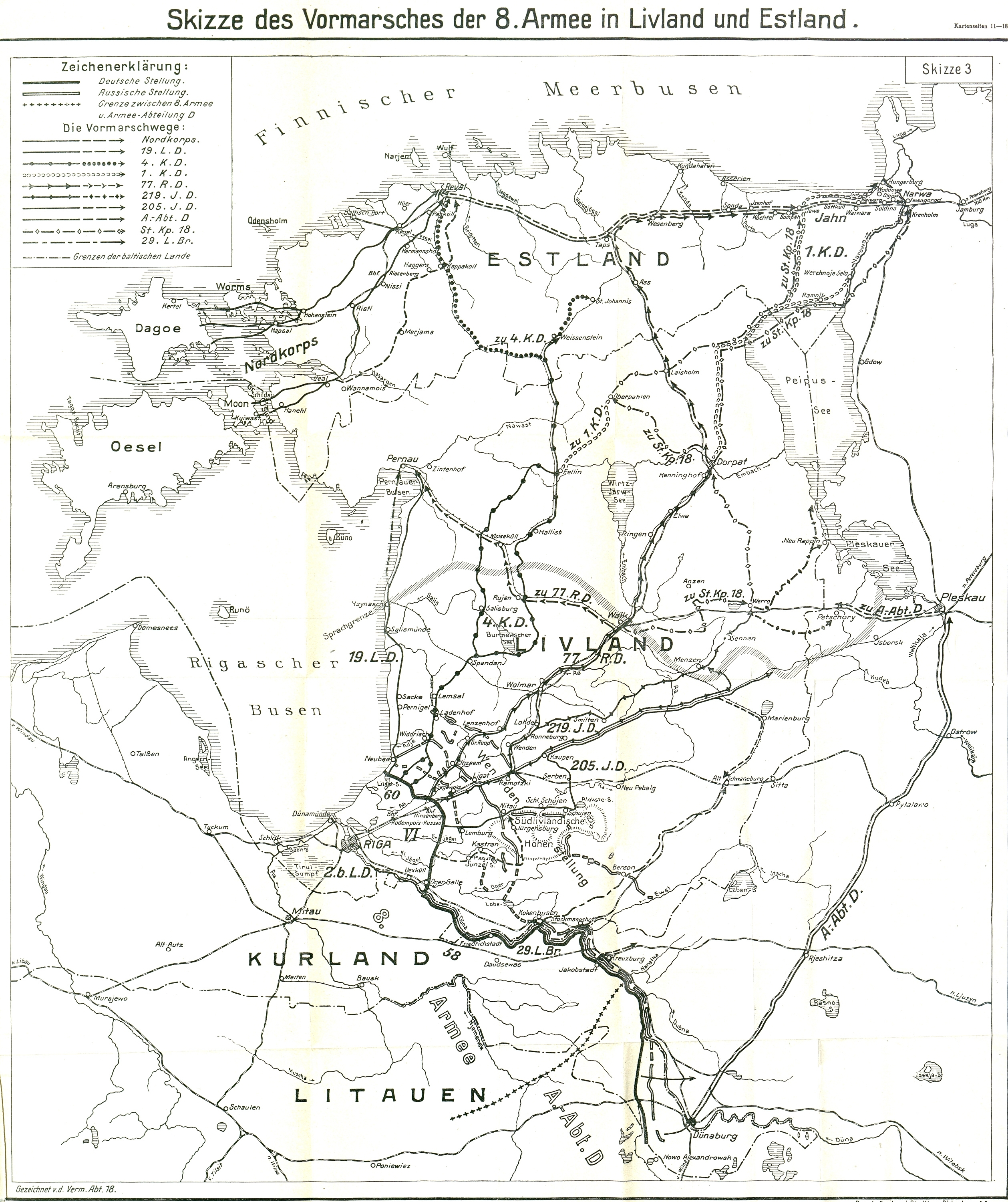
Vormarsch der 8. Armee in Livland und Estland Februar/März 1918

Die Offensive begann am 18. Februar 1918 vorerst mit rund 40 deutschen Divisionen. Sie verlief in drei Richtungen: nach Narva im Nordosten, nach Smolensk im Osten und nach Kiew im Südosten.
Kaiser Karl I. verweigerte zunächst die Zustimmung zur Beteiligung der k.u.k. Armee, stimmte am 24. Februar 1918 auf Drängen von Generalstabschef Arz von Straußenburg, der einen Einflussverlust in der Ukraine fürchtete, aber doch zu. Am 28. Februar setzten sich österreichisch-ungarische Truppen in Bewegung;
Den Truppen der Mittelmächte wurde kaum Widerstand geleistet. Ihr Vormarsch ging in hoher Geschwindigkeit vonstatten. Dabei nutzten sie das russische Schienennetz.
Bereits nach einem Tag eroberten Truppen auf der Nordroute Dünaburg. Kurz darauf folgte Pskow, und am 28. Februar Narva.
Das am 18. Februar noch 250 Kilometer von der Front entfernte und nur schwach verteidigte Minsk konnte nach nur drei Tagen eingenommen werden (Ostroute). Am 24. Februar fiel die wichtige Kreisstadt Schytomyr im Nordwesten der heutigen Ukraine (Südostroute). Am 3. März fiel die ukrainische Hauptstadt Kiew nach kurzer Belagerung in deutsche Hände. Truppen der Mittelmächte legten in knapp zwei Wochen rund 500 Kilometer zurück, ein Pensum von durchschnittlich 35 Kilometern pro Tag.
Der Vormarsch wurde auch nach dem sowjetrussischen Einlenken vom 24. Februar und dem Eintreffen einer neuen sowjetischen Verhandlungsdelegation in Brest-Litowsk fortgesetzt.
Nachdem deutsche Flugzeuge Petrograd bombardiert hatten, ordnete Lenin Anfang März 1918 den Umzug der Regierung nach Moskau an.
Am 13. März 1918 besetzten österreichische Truppen Odessa.
Am 18. April wurde Charkow eingenommen, das in der östlichen Ukraine gelegene Zentrum der Ukrainischen Sowjetrepublik.

## Folgen
Angesichts des schnellen Vorrückens der Mittelmächte und der großen Gebietsverluste in Weißrussland und der Ukraine mussten die Bolschewiki den Diktatfrieden von Brest-Litowsk vom 3. März 1918 unterzeichnen. Sowjetrussland war bereits im revolutionären Strudel versunken, als die Offensive begann. Die wenigen Truppen des ehemaligen Zarenreiches, die sich noch an der Front befanden, waren kriegsmüde und zu schlecht ausgerüstet, um die Truppen der Mittelmächte aufhalten zu können. Dazu kam, dass die kommunistische Führung in Moskau und Petrograd eilig bewaffnete Bauern an die Front schickte und versuchte, den Mittelmächten alles entgegenzuwerfen, was militärisch zur Verfügung stand. Diese nicht ausgebildeten irregulären Hilfstruppen waren wenig erfolgreich und wurden oft aufgerieben. Dies schwächte die Kampfkraft und die Kampfmoral der Russen.
Eine wichtige Folge der Offensive war, dass die deutsche Besatzung eine Art Katalysator zwischen Konfliktparteien im revolutionären Sowjetrussland war. In allen Gebieten des ehemaligen Zarenreiches, in die deutsche Truppen einmarschierten, wurde die Macht der Bolschewiki gebrochen. Die Besetzung gab den Fraktionen, die gerade während der Konsolidierungsphase der Bolschewiki an den Rand gedrängt worden waren, neues Potential. So kam es beim deutschen Vormarsch auf der Halbinsel Krim zu einer Erhebung der muslimischen Krimtataren. Diese gipfelte in der Ermordung des 'Rates der Volkskommissare' der örtlichen Sowjetrepublik. In der Ukraine lebte der Nationalismus nach dem Einmarsch der Mittelmächte wieder auf. So bekamen die Invasoren bereits bei der Eroberung von Schytomyr am 24. Februar 1918 Hilfe von ukrainischen Eisenbahnarbeitern und kurz nach der Eroberung der ukrainischen Hauptstadt kehrte die Zentralna Rada wieder ins Parlament zurück.
Im Baltikum hatte die deutsche Besetzung weitgehendere Folgen. In Estland war die Popularität der Bolschewiki sehr gering und den Revolutionären misslang unter der deutschen Besatzung der Aufbau einer politischen Organisation, die dies hätte ändern können. Nach dem estnischen Sieg gegen die Baltische Landwehr in der Schlacht bei Cēsis im Juni 1919 folgte im Oktober 1919 eine Landreform, in der deutschbaltische Gutsbesitzer enteignet und ihr Land an Kleinbauern verteilt wurde. Es bildete sich eine Regierung unter der Führung estnischer Sozialdemokraten; diese konnte sich auch militärisch im folgenden Freiheitskrieg gegen Sowjetrussland behaupten.